# Вільям Локвуд
Вільям Локвуд  (англ. William Lockwood, 13 травня 1988) — австралійський веслувальник, олімпієць.
Призер чемпіонату світу.

## Виступи на Олімпіадах
| Олімпіада   | Дисципліна                        | Місце |
| ----------- | --------------------------------- | ----- |
| Лондон 2012 | четвірка розстібна без стернового | 2     |